# Casével e Vaqueiros
Casével e Vaqueiros est une paroisse civile portugaise (en portugais : freguesia) de la municipalité de Santarém dans le district de Santarém.
La paroisse est créée par la loi no 11-A/2013 du 28 janvier 2013 portant réorganisation administrative du territoire des freguesias, en fusionnant les paroisses de Casével et Vaqueiros. Son nom officiel est União das Freguesias de Casével e Vaqueiros et son siège est fixé à Casével.
Lors du recensement de 2021, Casével e Vaqueiros compte 1 037 habitants.